# Рязанов, Пётр Борисович
Пётр Бори́сович Ряза́нов (9 [21] октября 1899, Нарва ― 11 октября 1942, Тбилиси) ― советский композитор, педагог, музыковед, фольклорист. Профессор Ленинградской и Тбилисской консерваторий.

## Биография
Родился в артистической семье: мать, Вера Павловна Татищева (30 декабря 1868 [11 января 1869] — 15 декабря 1941), серьёзно занималась музыкой; отец, Борис Дмитриевич Рязанов (13 [25] ноября 1865 — 20 февраля 1925), брал частные уроки музыки у Николая Соколова и живописи ― у Ильи Репина. Пройдя Гражданскую войну, Рязанов поступил в Петроградскую консерваторию, которую окончил в 1925 по классу композиции у А. М. Житомирского (композиции обучался также у Н. А. Соколова, М. М. Чернова, оркестровке у М. О. Штейнберга, фуге ― у Л. В. Николаева).
В 1924—1928 гг. ― преподаватель гармонии, специальной теории и композиции (с 1925 также зав. учебной частью) ленинградской 1-й Музыкальной школы им. Н. А. Римского-Корсакова.
С 1925 начал преподавать в консерватории и в организованном при его участии Центральном музыкальном училище, активно участвовал в модернизации учебных планов вуза. Обладая глубокими познаниями в области теории музыки, Рязанов преподавал широкий круг теоретических дисциплин, среди которых ― специальный курс мелодики, благотворно подействовавший на развитие творческих взглядов молодых композиторов. Большое внимание Рязанов уделял изучению народной музыки, по которой также читал в консерватории курс лекций (1928―1931).
В 1930-е ― 40-е годы был консультантом в консерваториях Баку и Тбилиси. Эвакуированный в феврале 1942 из осаждённого Ленинграда, Рязанов жил некоторое время в Ташкенте, а затем в Тбилиси, где и умер от тифа.
Творчество Рязанова находится в тесной связи с его интересом к народной музыке: «Саратовские частушки» для голоса и фортепиано являются обработками материалов поволжского фольклора, собранными композитором в 1914―1920, народные мотивы использованы им также в Струнном квартете. Рязанов ― автор статей о народной музыке и вопросах музыкальной педагогики.
Сотрудничал с музыкальным издательством «Тритон» (1934—1937, член правления по разделам советской музыкальной литературы и современной западно-европейской, ответственный редактор по разделу вокальной литературы советских авторов) и Ленинградским отделением Государственного музыкального издательства (1931—1937).
Значительна деятельность Рязанова как педагога. Он преподавал в Ленинградской консерватории (1925—1942, с 1935 профессор, с 1939 зав. кафедрой композиции), в Ленинградском НИИ театра и музыки (зав. кабинетом народного творчества, 1940—1941), в Центральном музыкальном техникуме (1926—1936 и в 1941), в Музыкальной школе № 1 им. Римского-Корсакова (1924—1928, с 1925 зав. учебной частью).

## Известные ученики
- Асланишвили, Шалва Соломонович
- Баланчивадзе, Андрей Мелитонович
- Барамишвили, Ольга Ивановна
- Богословский, Никита Владимирович
- Богоявленский, Сергей Николаевич
- Габичвадзе, Реваз
- Гокиели, Иван Рафаилович
- Дзержинский, Иван Иванович
- Должанский, Александр Наумович
- Евлахов, Орест Александрович
- Киладзе, Григорий Варфоломеевич
- Майзель, Борис Сергеевич
- Мачавариани, Алексей Давидович
- Минх, Николай Григорьевич
- Свиридов, Георгий Васильевич
- Слианова-Мизандари, Дагмара Ливановна
- Соловьёв-Седой, Василий Павлович
- Туския, Иона
- Ходжа-Эйнатов, Леон Александрович
- Чигогидзе, Н. С.
- Чишко, Олесь Семёнович
- Шаверзашвили, Александр Васильевич
- Шаверзашвили, Тамара Антоновна

## Интересные факты
Рязанову посвятили свою музыку другие композиторы:
- Д. Д. Шостакович. Скерцо для оркестра, соч. 7;
- Г. В. Свиридов. «Подъезжая под Ижоры». Романс на стихи А. С. Пушкина.
- В. П. Соловьёв-Седой. Балет «Тарас Бульба». Песни «Выходи сегодня на залив». «На лыжи». «Ну ка, кто конец найдёт».

## Основные сочинения
Инструментальная музыка
- Соната для фортепиано d-moll, соч. 1 (1925);
- Увертюра для оркестра d-moll, соч. 2 (1926―1927);
- Частушечная сюита для голоса, флейты, кларнета, фагота и скрипки, соч. 4. СПб.: Трубинов, 1999.
- Сюита для фортепиано, соч. 5 (1928). М.: Гос. изд-во. Муз. сектор; Вена: Universal Edition, 1928.
- Струнный квартет, соч. 8 (1934). Л.: Тритон, 1936.
- «Лирические этюды» в двух тетрадях: соч. 10 (1935―1936), соч. 12 (около 1939);
- Прелюдия и фуга для органа (до 1939)
- Три пьесы на мотивы белорусских песен Для виолончели с ф.-п. Л. Гос. муз. изд-во, 1940.

Вокальная музыка
- Четыре стихотворения Блока для голоса и фортепиано («Улица, улица», «Кошмар», «В тёмной комнате», «В глазах ненужный день…»), соч. 3 (1925―1926). Л.: Тритон, 1927 (Четыре отдельных издания).
- «Злые песни» для голоса и инструментального ансамбля, соч. 6 (до 1933, не окончено);
- «Короткие песни» для голоса и фортепиано на стихи советских поэтов, соч. 9 (1935―1936). Л.: Музгиз, 1936
- «Таборные песни» для голоса и фортепиано, соч. 13 (до 1939);
- «У огневых горнов» для хора без сопровождения;
- Застольная песня на стихи Янки Купалы для двух голосов, хора и фортепиано

Обработки народных песен
- «Саратовские частушки» для голоса и фортепиано (1926). Л.: Тритон, 1926.
- Цикл русских народных песен для голоса и фортепиано;
- «За горою каменною» для женского хора без сопровождения